# Abdul Aziz Hotak
Abdul Aziz Hotak (... – 1717) fu uno scià di Persia della dinastia Hotak.

## Biografia
Fratello di Mirwais Hotak, fu il secondo regnante di quello che è oggi l'Afghanistan. Venne incoronato nel 1715, alla morte del fratello, e fu il padre di Ashraf Hotak, quarto sovrano della dinastia Hotak. Abdul Aziz venne ucciso, nel 1717, da suo nipote Mahmud Hotak che ne prese il posto divenendo il terzo sovrano della dinastia.
Egli avrebbe voluto firmare un trattato di pace con la Persia ma i suoi cittadini si opposero e spinsero Mahmud ad uccidere lo zio. Nello stesso anno gli succedette il nipote Mahmud Hotak che lo aveva assassinato.